# Comisiones Principales de la Asamblea General de las Naciones Unidas
Las Comisiones Principales de la Asamblea General de las Naciones Unidas fueron creadas de acuerdo con el artículo 96 del Reglamento de la Asamblea General, el cual establece que: “La Asamblea General podrá crear las comisiones que considere necesarias para el ejercicio de sus funciones”. Dichas comisiones se caracterizan porque al igual que en la Asamblea General, cada uno de los Estados miembros que forman a las Naciones Unidas está representado por una persona y la votación se decide por mayoría absoluta de los Estados miembros presentes y votantes. Sin embargo, con base en el artículo 100 del Reglamento de la Asamblea General, “cada representante puede contar con asesores, consejeros, expertos, técnicos y personas de categoría similar”.

## Primera Comisión o Comisión de Desarme y Seguridad Internacional
El 11 de enero de 1946 a través de la Resolución S-10/4 se estableció oficialmente esta Comisión, pero fue hasta enero de 1994 con la Resolución 48/87 de la Asamblea General en la que se llegó a un acuerdo sobre los enfoques temáticos de dicha Comisión. En términos muy generales, los temas a tratar son los referentes a la reglamentación de armamentos y de a las cuestiones de desarme. En la práctica, los temas sobre armas nucleares, armas de destrucción masiva, armas convencionales, desarme y seguridad regionales, medidas de fomento de confianza, desarme en el espacio exterior, mecanismos de desarme y seguridad internacional.

## Segunda Comisión o Comisión de Asuntos Económicos, Financieros, Ambientales y de Desarrollo
Esta comisión tiene la responsabilidad fundamental de dar seguimiento a los temas vinculados a la agenda del desarrollo sostenible y de la cooperación internacional para el desarrollo. De igual manera, es el espacio a través del cual la Asamblea General emite recomendaciones para el mantenimiento de la estabilidad del sistema financiero y la promoción del comercio internacional. Entre sus funciones también se encuentra la revisión de los informes que emite el Consejo Económico y Social de las Naciones Unidas (ECOSOC). Los temas principales que se tratan en la Segunda Comisión: Políticas Macroeconómicas, Asuntos Financieros, Deuda y Comercio Internacional, Medio Ambiente, Biodiversidad y Cambio Climático, Salud Pública y Desarrollo, Agricultura y Seguridad Alimentaria, Prevención de Desastres y coordinación de la asistencia humanitaria, Ciencia, tecnología e Innovación para el desarrollo.

## Tercera Comisión o Comisión de Asuntos Sociales, Humanitarios y Culturales
Al igual que la Segunda Comisión, también revisa los informes del Consejo Económico y Social de las Naciones Unidas (ECOSOC); se encarga del análisis de los Derechos Humanos a escala internacional, trata todos los temas que tienen que ver con el desarrollo social: juventud, familia, prevención del delito, erradicación del consumo de drogas, cuestiones relacionadas con la mujer y la igualdad de sus derechos, erradicación de los problemas del racismo, etcétera.

## Cuarta Comisión o Comisión de la Política Especial y de Descolonización
Esta Comisión, de índole política, surgió en la vigésimo octava Sesión de la Asamblea General, de la fusión de la Comisión de Política Especial y de la Comisión de Administración Fiduciaria (la cual se encargaba de la administración de territorios fideicomitidos). Trata cuestiones como conflictos entre Estados por razones de territorio, los problemas que sufren los pueblos a raíz de esos conflictos, problemas relacionados con los deseos de independencia de ciertos pueblos en relación con sus Estados colonizadores, y los casos importantes que ocupan gran parte de la agenda. Actualmente existen 16 territorios no autónomos que son supervisados por esta Comisión.
Las sesiones de esta Cuarta Comisión duran seis semanas e inician en el mes de octubre de cada año.

## Quinta Comisión o Comisión de Asuntos Administrativos y de Presupuesto
Trata temas como la revisión de los informes financieros y presupuestales, internos, la revisión de programas de eficiencia interna de la Organización de la Naciones Unidas, las situaciones para mejorar la situación económica de la Organización y, en general, cuestiones de financiamiento interno.

## Sexta Comisión o Comisión Jurídica
Es el foro principal dedicado al examen de las cuestiones jurídicas en la Asamblea General de Naciones Unidas, en especial los temas en estudio por la Comisión de Derecho Internacional (CDI) y la Corte Internacional de Justicia.